# Apparizioni di Cotignac

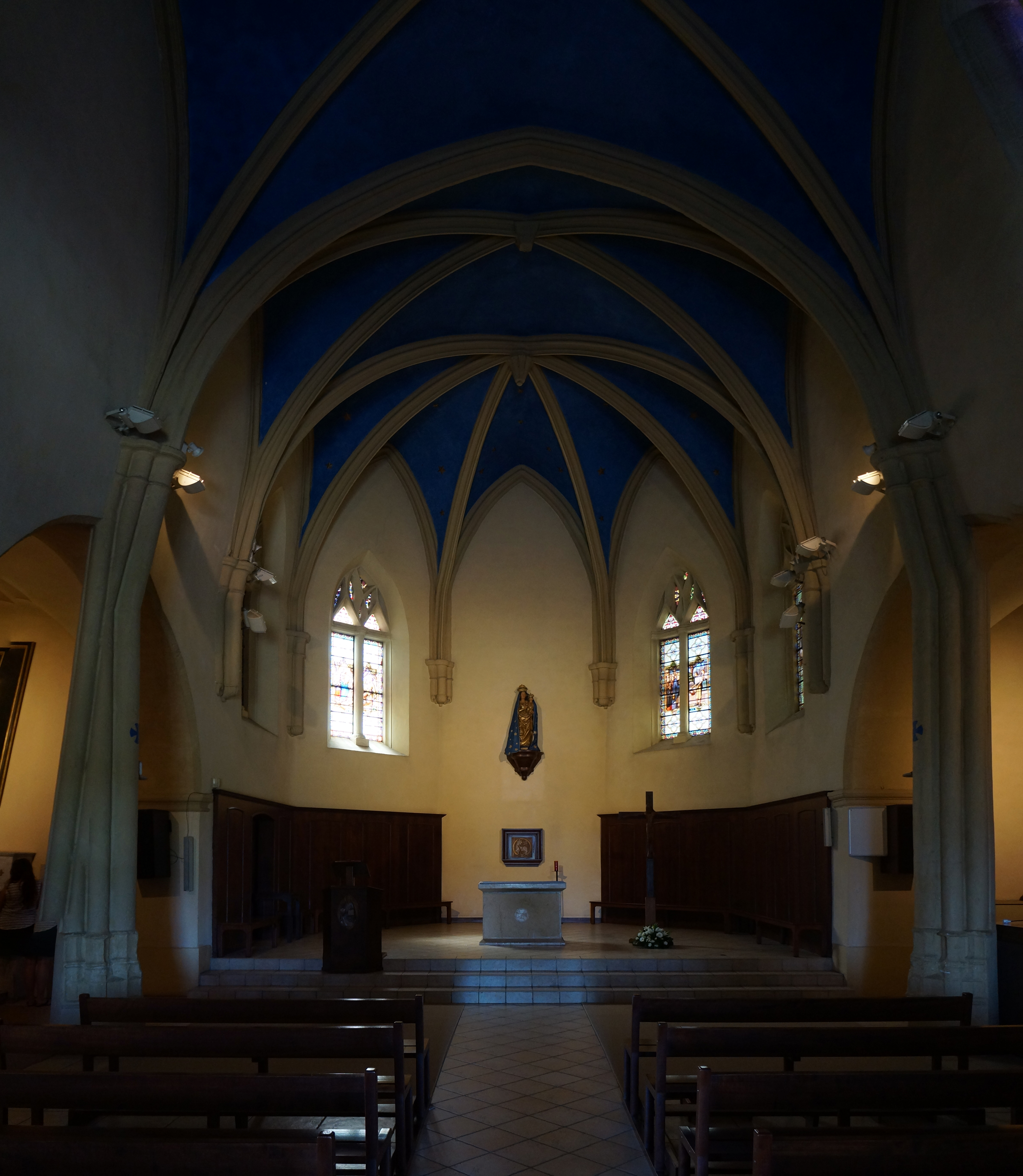
Interno della chiesa di Notre-Dame de Grâces a Cotignac

Nella località francese di Cotignac, nella regione della Provenza-Alpi-Costa Azzurra, sarebbero avvenute un'apparizione mariana, nel 1519, e un'apparizione di san Giuseppe, nel 1660. Quest'ultima è stata riconosciuta dalla Chiesa cattolica.

## Apparizione mariana
Il 10 e l'11 agosto 1519, sul Mont Verdaille, situato nei pressi di Cotignac, a un boscaiolo di nome Jean de La Baume sarebbe apparsa la Madonna, insieme a san Michele Arcangelo e a san Bernardo di Chiaravalle, chiedendo la costruzione di una cappella in suo onore, intitolata a "Nostra Signora delle Grazie". I lavori per la realizzazione dell'attuale Chiesa di Notre-Dame de Grâces a Cotignac iniziarono il 14 settembre 1519, e il 17 marzo 1521 papa Leone X concesse una serie di privilegi al santuario, divenuto meta di pellegrinaggio.
Nel 1610 era salito al trono di Francia Luigi XIII ma, dopo vent'anni di matrimonio, il re e la consorte, Anna d'Austria, non avevano ancora figli e la mancanza di un erede rappresentava un problema politico. Mentre il clero francese pregava per ottenere la grazia di un erede per i reali, il 27 ottobre 1637 un religioso parigino, frère Fiacre de Sainte-Marguerite, avrebbe avuto una visione, nella quale la Madonna chiedeva la recita di tre pubbliche novene, nella Cattedrale di Notre-Dame e nella Basilica di Nostra Signora delle Vittorie, a Parigi, e nella Chiesa di Notre-Dame de Grâces, a Cotignac, perché la regina potesse avere un figlio. Il re autorizzò le novene e, nove mesi dopo, il 5 settembre 1638, Luigi XIV nacque a Saint-Germain-en-Laye. La famiglia reale si recò in visita nei tre santuari, in segno di ringraziamento.

## Apparizione di san Giuseppe
Il 7 giugno 1660, sul Mont Bessillon, sempre vicino a Cotignac, Gaspar Ricard, un pastore di ventidue anni, stava pascolando le sue pecore. Verso mezzogiorno, finita l'acqua della borraccia, si fermò assetato sotto un albero per riposare, quando gli apparve uno sconosciuto che si presentò come san Giuseppe, invitandolo a spostare un masso dove avrebbe trovato l'acqua. Il masso era enorme, ma il pastore riuscì con meraviglia a spostarlo con facilità e poté dissetarsi con l'acqua sgorgata dal terreno. Voltatosi per ringraziare, si accorse che non c'era più nessuno. Luigi XIV si recò in visita alla fonte miracolosa, diventata luogo di pellegrinaggio, e papa Alessandro VII riconobbe l'apparizione. Si tratta dell'unico caso di un'apparizione del solo san Giuseppe riconosciuta dalla Chiesa. Sul luogo sorse un'abbazia dedicata a san Giuseppe, attualmente monastero di clausura.